# María Gabriela Epumer
María Gabriela Epumer (Buenos Aires, 1 de agosto de 1963 - 30 de junho de 2003) foi uma guitarrista e compositora argentina.

## Discografia solo
- 1997: Señorita Corazón
- 2000: Perfume
- 2001: Pocketpop
- 2003: The Compilady
- 2004: Señorita Corazón (reedição póstuma)
- 2004: The Compilady (reedição póstuma)
- 2005: Perfume (reedição póstuma)
- 2005: Una Sola Cosa (póstumo)
- 2006: Homenaje A María Gabriela Epumer (póstumo)